# Grand Prix des Nations 1948
Grand Prix des Nations 1950 je bila četrta dirka za Veliko nagrado v sezoni 1948. Odvijala se je 2. maja 1948 na dirkališču Circuit des Nations.

## Rezultati

### Dirka
| Poz | Dirkač                  | Dirkalnik          | Moštvo                         | Krogi | Čas/Odstop  |
| --- | ----------------------- | ------------------ | ------------------------------ | ----- | ----------- |
| 1   | Giuseppe Farina         | Maserati 4CLT      | Officine Alfieri Maserati      | 80    | 2:23:58.2   |
| 2   | Emmanuel de Graffenried | Maserati 4CL       | Privatnik                      | 80    | + 1:48.1    |
| 3   | Raymond Sommer          | Ferrari 166SC      | Privatnik                      | 79    | +1 krog     |
| 4   | Eugène Chaboud          | Delahaye 135S      | Privatnik                      | 78    | +2 kroga    |
| 5   | Henri Louveau           | Delage D6.70       | Ecurie Gersac                  | 70    | +10 krogov  |
| 6   | Clemar Bucci            | Maserati 4CL       | Privatnik                      | 65    | +15 krogov  |
| Ods | Jean-Pierre Wimille     | Simca-Gordini T15  | Equipe Gordini                 | 58    | Motor       |
| Ods | Charles Pozzi           | Talbot-Lago T150C  | Privatnik                      | 57    | Motor       |
| Ods | Louis Rosier            | Talbot-Lago T26SS  | Ecurie Tricolore               | 45    | Diferencial |
| Ods | Yves Giraud-Cabantous   | Talbot-Lago T26 MD | Ecurie France                  | 44    | Vzmetenje   |
| Ods | Nello Pagani            | Maserati 4CL       | Scuderia Automovilistica Milan | 36    | Zavore      |
| Ods | Luigi Villoresi         | Maserati 4CL       | Scuderia Ambrosiana            | 33    | Bat         |
| Ods | Luigi Fagioli           | Maserati 4CL       | Scuderia Ambrosiana            | 24    | Trčenje     |
| Ods | Maurice Trintignant     | Simca-Gordini T15  | Equipe Gordini                 | 22    | Pnevmatika  |
| Ods | Princ Bira              | Maserati 4CL       | Privatnik                      | 19    | Ventil      |
| Ods | Ernest Ramseier         | Maserati 4CL       | Privatnik                      | 12    | Motor       |
| Ods | Louis Chiron            | Talbot-Lago T26 MC | Ecurie France                  | 9     | Motor       |